# Hualong
Hualong (chiń. 化隆回族自治县; pinyin: Huàlóng Huízú Zìzhìxiàn) – powiat autonomiczny mniejszości etnicznej Hui w środkowych Chinach, w prowincji Qinghai, w prefekturze miejskiej Haidong. W 1999 roku liczył 224 584 mieszkańców.